# Corcelles-le-Jorat
Corcelles-le-Jorat är en ort och kommun  i distriktet Broye-Vully i kantonen Vaud, Schweiz. Kommunen har 500 invånare (2023).